# Arawacus sito
Arawacus sito is een vlinder uit de familie van de Lycaenidae. De wetenschappelijke naam van de soort werd als Thecla sito in 1836 gepubliceerd door Jean Baptiste Boisduval.

## Synoniemen
- Thecla phaenna Godman & Salvin, 1887
- Arawacus mexicana D'Abrera, 1995